# Kathleen Widdoes
Kathleen Effie Widdoes (Wilmington, 21 marzo 1939) è un'attrice statunitense, attiva in campo televisivo, cinematografico e teatrale.

## Biografia
Kathleen Widdoes è nata a Wilmingtonm, figlia di Bernice Delapo ed Eugene Widdoes. Dopo la laurea alla Sorbona, la Widdoes si trasferì a Manhattan per lavorare nel mondo dello spettacolo. Apprezzata interprete teatrale e, in particolare, dei ruoli comici shakespeariani, la Widdoes è stata candidata al Tony Award alla migliore attrice protagonista in un'opera teatrale per la sua interpretazione nel ruolo di Beatrice in Molto rumore per nulla a Broadway nel 1973; la sua attività sulle scene newyorchesi le valse inoltre una nomination al Drama Desk Award e due vittorie agli Obie Award, il massimo riconoscimento del teatro dell'Off-Broadway. Attiva prevalentemente in ambito televisivo, Kathleen Widdoes è nota soprattutto per il ruolo di Emma Snyder nella soap opera Così gira il mondo, una parte che ha ricoperto per quasi millecinquecento episodi e per cui ha ricevuto quattro candidature ai Daytime Emmy Award.
Dal 1964 al 1972 è stata sposata con l'attore Richard Jordan, da cui ha avuto la figlia Nina. Successivamente si è risposata con Jerry Senter.

## Filmografia parziale

### Cinema
- Il gruppo (The Group), regia di Sidney Lumet (1966)
- Petulia, regia di Richard Lester (1968)
- Il gabbiano (The Sea Gull), regia di Sidney Lumet (1968)
- Selvaggi (Savages), regia di James Ivory (1975)
- Senza traccia (Without a Trace), regia di Stanley R. Jaffe (1983)
- Il coraggio della verità (Courage Under Fire), regia di Edward Zwick (1996)

### Televisione
- La parola alla difesa (The Defenders) – serie TV, 2 episodi (1962-1963)
- The Doctors – serie TV, 5 episodi (1963)
- The Nurses – serie TV, episodio 3x20 (1965)
- Gli invasori (The Invaders) – serie TV, episodio 1x07 (1967)
- Bonanza – serie TV, episodio 13x18 (1972)
- Destini (Another World) – serie TV, 2 episodi (1979)
- I Ryan (Ryan's Hope) – serie TV, 9 episodi (1983)
- Law & Order - I due volti della giustizia (Law & Order) – serie TV, 1 episodio (1999)
- Oz – serie TV, 3 episodi (1997-2002)
- Così gira il mondo (As the World Turns) – serie TV, 1579 episodi (1985-2010)